# Depresiunea Baraolt
Depresiunea Baraolt este o depresiune în județul Covasna, Transilvania, România, situată în partea nord-vestică a județului Covasna.
Este încadrată de Munții Perșani și Baraolt și este drenată de la nord la sud de râurile Baraolt și Cormoș care își au obârșia în partea vestică a Munților Harghitei. În zona de confluență a celor două râuri cu Oltul, Depresiunea Baraolt înregistrează lățimea maximă de circa 5 km.

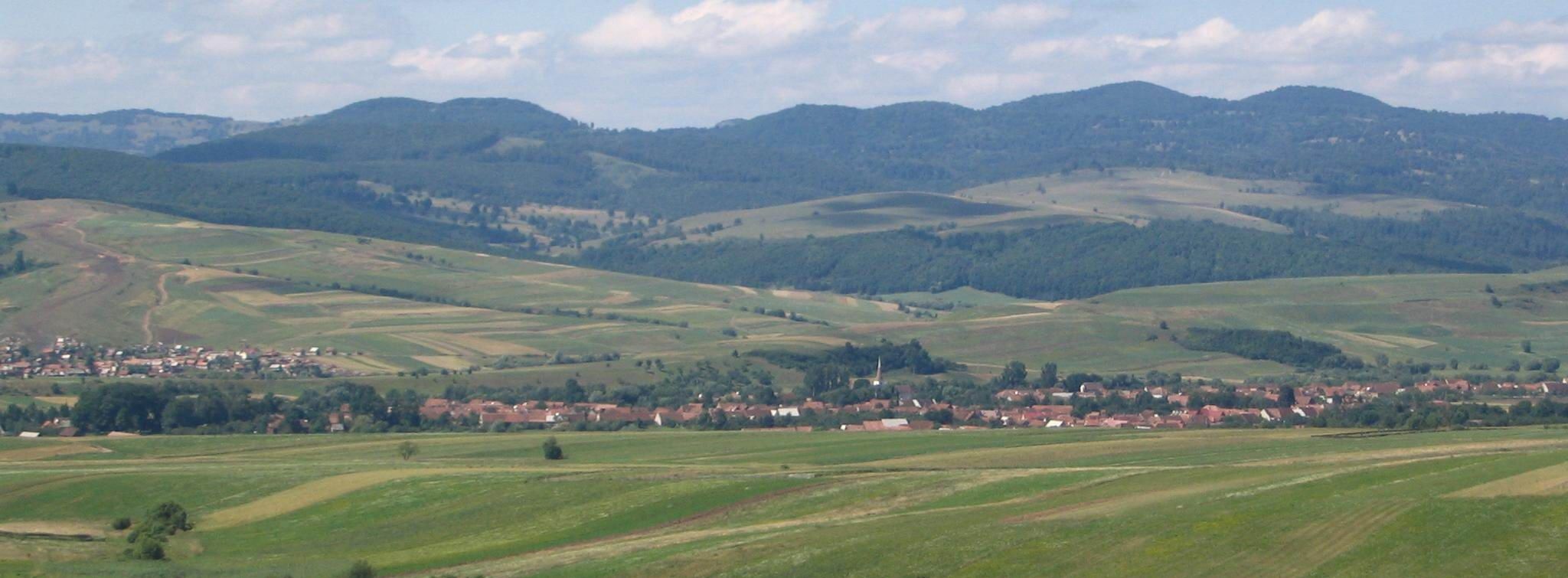
Depresiunea Baraolt, satul Brăduţ